# Potamogeton subsessilis
Potamogeton subsessilis är en nateväxtart som beskrevs av Hagstr. Potamogeton subsessilis ingår i släktet natar, och familjen nateväxter. Inga underarter finns listade.